# Grauer Hof (Aschersleben)
Der Graue Hof ist ein aus der Zeit der Romanik stammendes Gebäude in Aschersleben in Sachsen-Anhalt.

## Geschichte

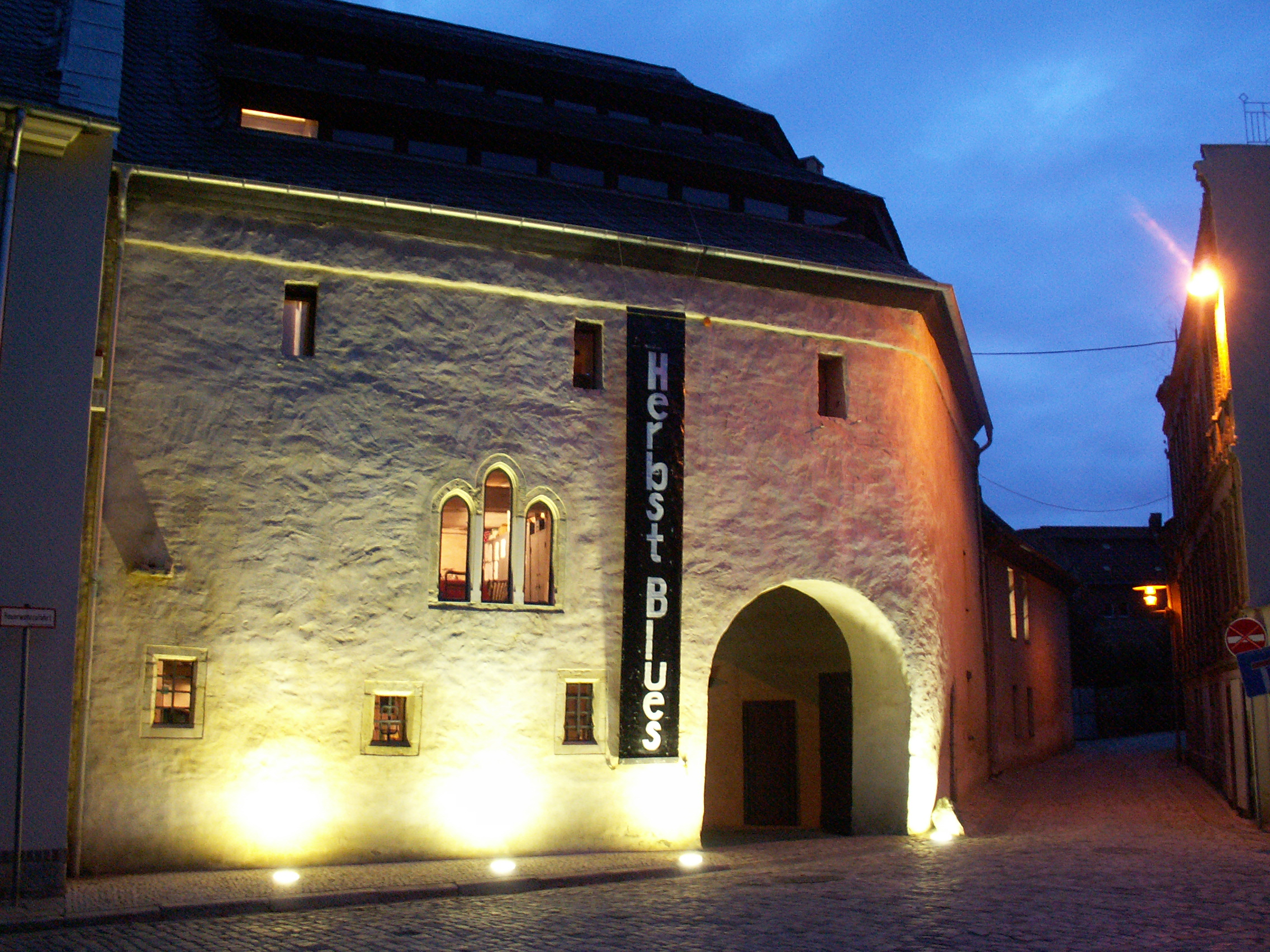
Grauer Hof

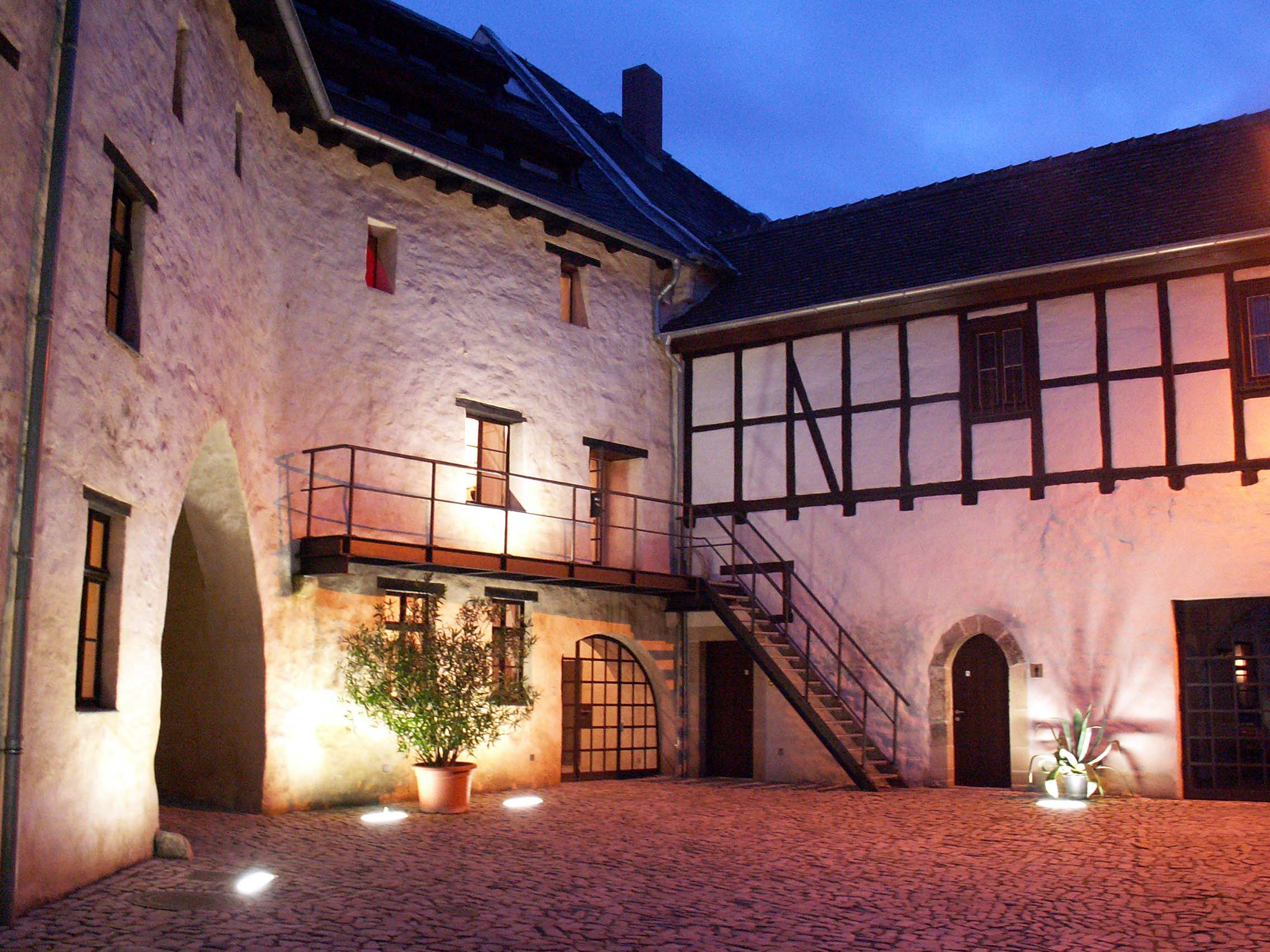
Innenansicht des Grauen Hofes

Der in der Mitte der Stadt gelegene Gebäudekomplex wurde erstmals am 24. August 1309 in einer Übereignungsurkunde an das Kloster Michaelstein von Otto II. von Anhalt erwähnt. Damit ist er der älteste Profanbau der Stadt.
Aschersleben war der Sitz der Askanier, die ihren Namen von Ascharia, dem latinisierten Namen ihres dortigen Burgbesitzes ableiteten. Im 12. Jahrhundert wurde der Ort unter dem Askanier Albrecht dem Bären zum Mittelpunkt des späteren Fürstentums Anhalt. Die ursprüngliche Grafenburg ist nicht erhalten. Die noch in geringen Resten erhaltene ältere Burg Aschersleben auf dem Wolfsberg hat ebenfalls zeitweise den askanischen Grafen als Wohnsitz gedient; bereits im 12. Jahrhundert wurde die ausgedehnte Anlage jedoch bei Kämpfen der Askanier mit dem Welfenherzog Heinrich dem Löwen zerstört. Danach dürfte der Grafenhof in der Stadt entstanden sein.
Ursprünglich als Gravenhof bekannt, wurde er später als Grauer Hof bezeichnet, da die – nach der Schenkung – hier ansässigen Mönche graue Habite trugen. Die Franziskaner, seit 1517 insbesondere die Minoriten, wurden aufgrund der Farbe ihrer Kutten auch als Graue Mönche bezeichnet (vgl. englisch Greyfriars), weshalb etwa auch das Graue Kloster in Berlin oder das Graukloster in Schleswig so bezeichnet wurden. In der Schenkung wurde erwähnt, dass der Hof schoß-, aber nicht wachfrei sein sollte. Der Hof wurde lange Zeit vom Kloster verwaltet und als Wirtschaftshof genutzt, später erwarb die Stadt das Anwesen.

## Architektur
Es handelt sich um einen unregelmäßigen Gebäudekomplex, dessen Hauptgebäude aus Bruchsteinen erbaut wurde und der nach Westen hin von der Stadtmauer begrenzt wird. Nach innen schließt sich im rechten Winkel ein massives Hofgebäude mit Fachwerkoberbau an. In das Innere gelangt man durch zwei Bogentore, von denen das äußere Tor durch einen Rundbogen und das innere durch einen Spitzbogen abgeschlossen wird.

## Innengestaltung
Im Gebäude gibt es in der oberen Etage einen kleinen Saal sowie ein Café. In der ehemaligen Kapelle befindet sich ein Drillingsfenster, im Erdgeschoss eine große schwarze Küche. Zum Hof führen ausschließlich enge Gassen. Das Gebäude ist im Wesentlichen seit dem 14. Jahrhundert unverändert geblieben.

## Heutige Nutzung
Der Graue Hof ist das Kulturzentrum der Stadt geworden und wird im Rahmen des städtischen Kulturangebotes regelmäßig für verschiedene Zwecke genutzt. So finden hier Konzerte, Ausstellungen und Lesungen statt. Höhepunkte bilden im Frühjahr zum Gildefest die Trommlernacht und seit 1992 am 2. Oktoberwochenende das internationale Herbstbluesfestival mit abschließender Bluessession und Bluesbrunch.